# Kleermakerskrijt

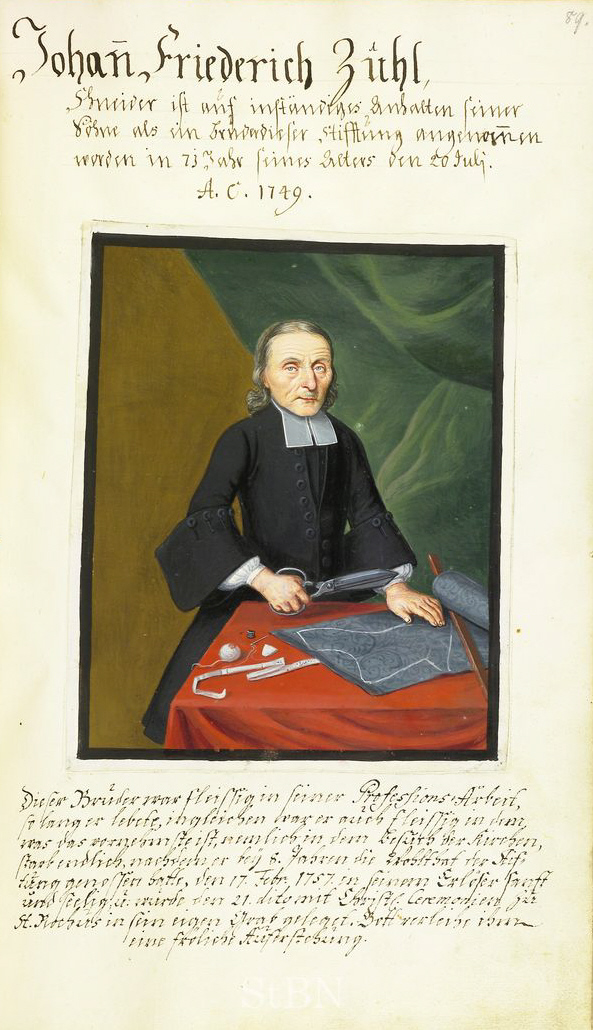
Een broeder aan het werk als kleermaker, 1749. De stof is afgetekend, een driehoekig krijtje ligt ernaast.

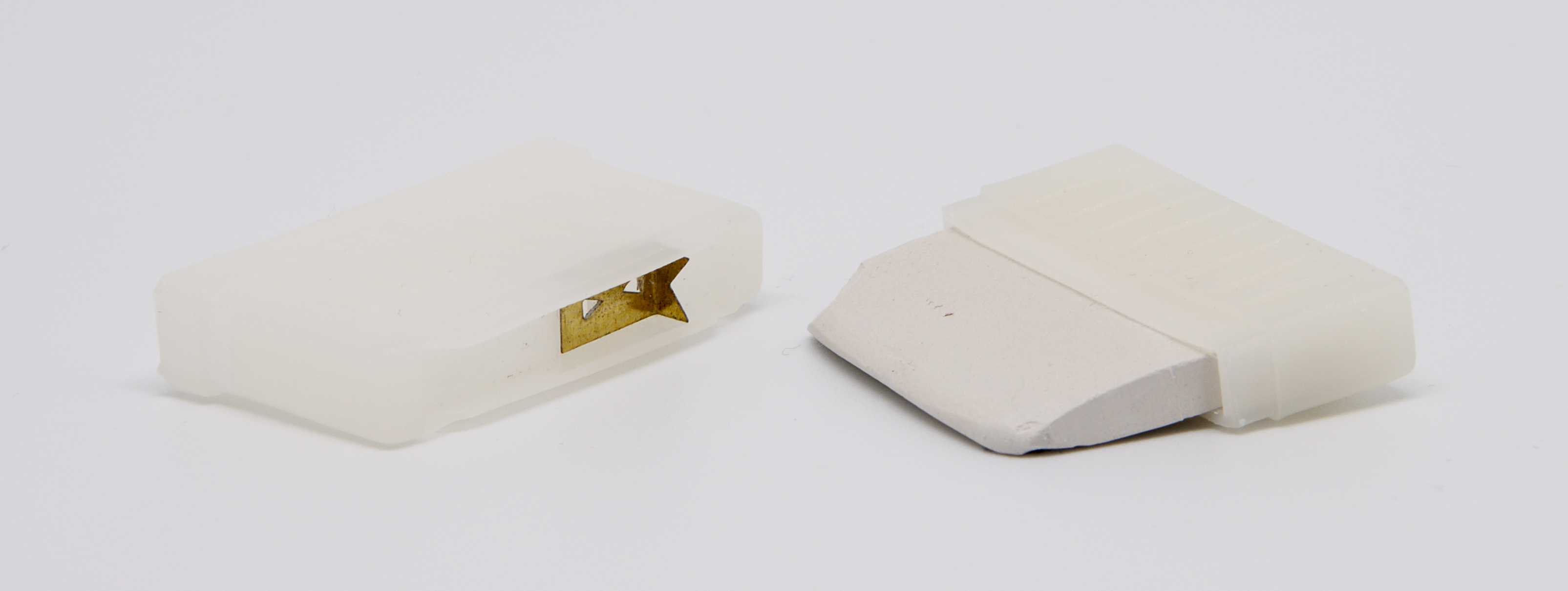
Wit kleermakerskrijtje in een handgreepje. Het kapje beschermt de punt en dient als puntenslijpertje.

Kleermakerskrijt is gereedschap om tijdelijke markeringen op textiel te maken. Kleermakers gebruiken het om lijnen te tekenen die aangeven hoe een patroon loopt en hoe er geknipt of vermaakt moet worden. 
Gewoonlijk is dit een krijtje, in de vorm van een platte wig of plat staafje. Het is meestal gemaakt van talk. Zonder kleurstoffen is het wit, maar er zijn andere kleuren verkrijgbaar, niet alleen voor gebruik op lichtgekleurde kleding, maar ook om bijvoorbeeld voor kniplijnen en naden verschillende kleuren te gebruiken.

## Geschiedenis
Sinds de oude steentijd wordt er kleding genaaid. Zodra dat nauwkeurig moest gebeuren, was er behoefte aan tijdelijke markeringen. Daarvan zijn echter nauwelijks restanten terug te vinden.
Uit historische tijden is meer bekend. Een uitgave van de Encyclopédie van Diderot en d'Alembert uit 1771 toont een afbeelding van plat, afgerond kleermakerskrijt.
Archeologen vonden kleermakerskrijtjes van pijpaarde in een kleermakerszaak in St. John's (Canada), waar ze door de Grote brand van 1892 als het ware gebakken waren. Daardoor waren ze niet vergaan. In de klei was de tekst W.WHITE/GLASGOW gedrukt, wat erop duidt dat ze geleverd waren door de vooraanstaande Schotse pijpenmaker White's Clay Pipe Factory. Qua vorm leken ze opmerkelijk veel op het huidige kleermakerskrijt.

## Samenstelling en varianten

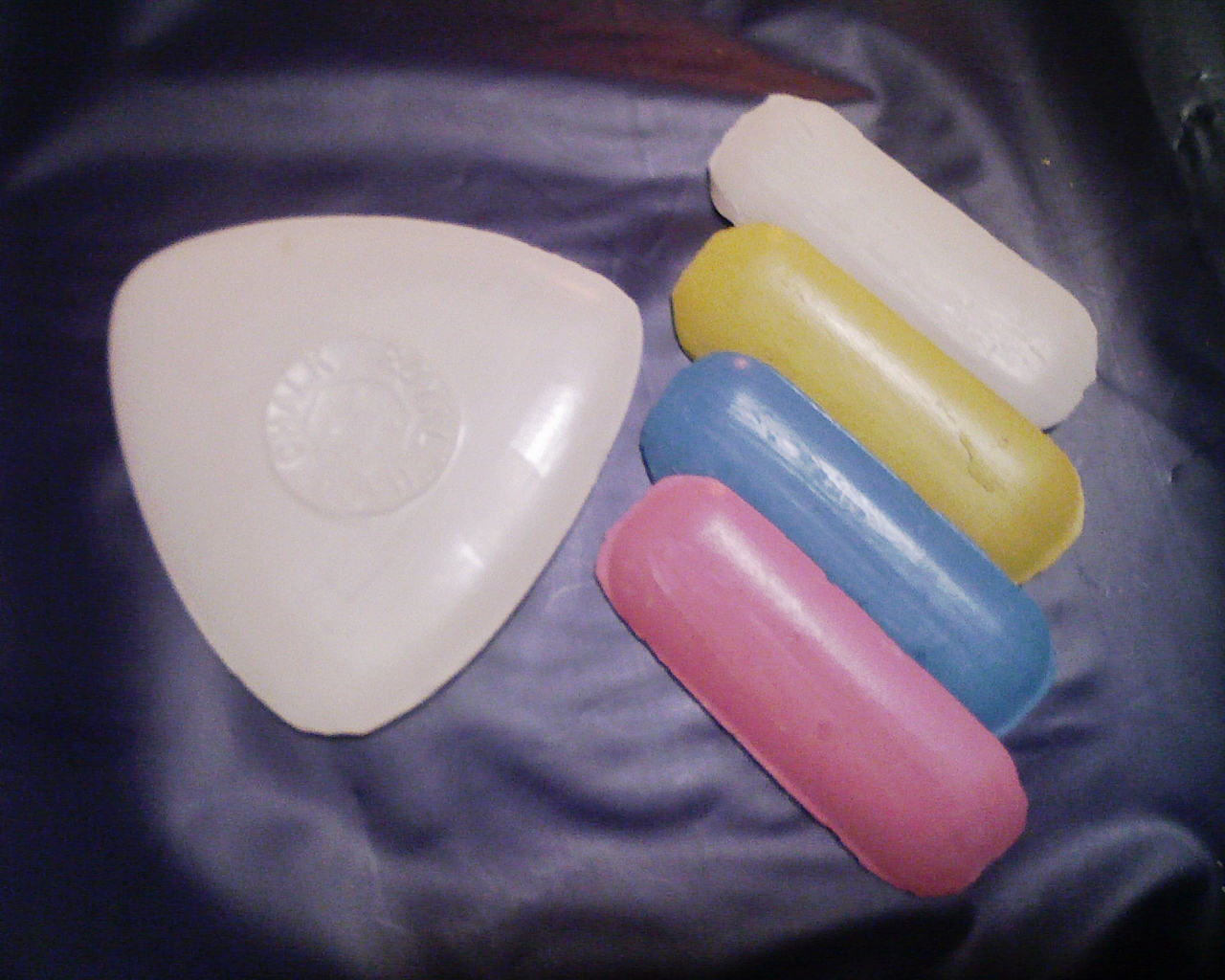
In wigvorm en als platte staafjes

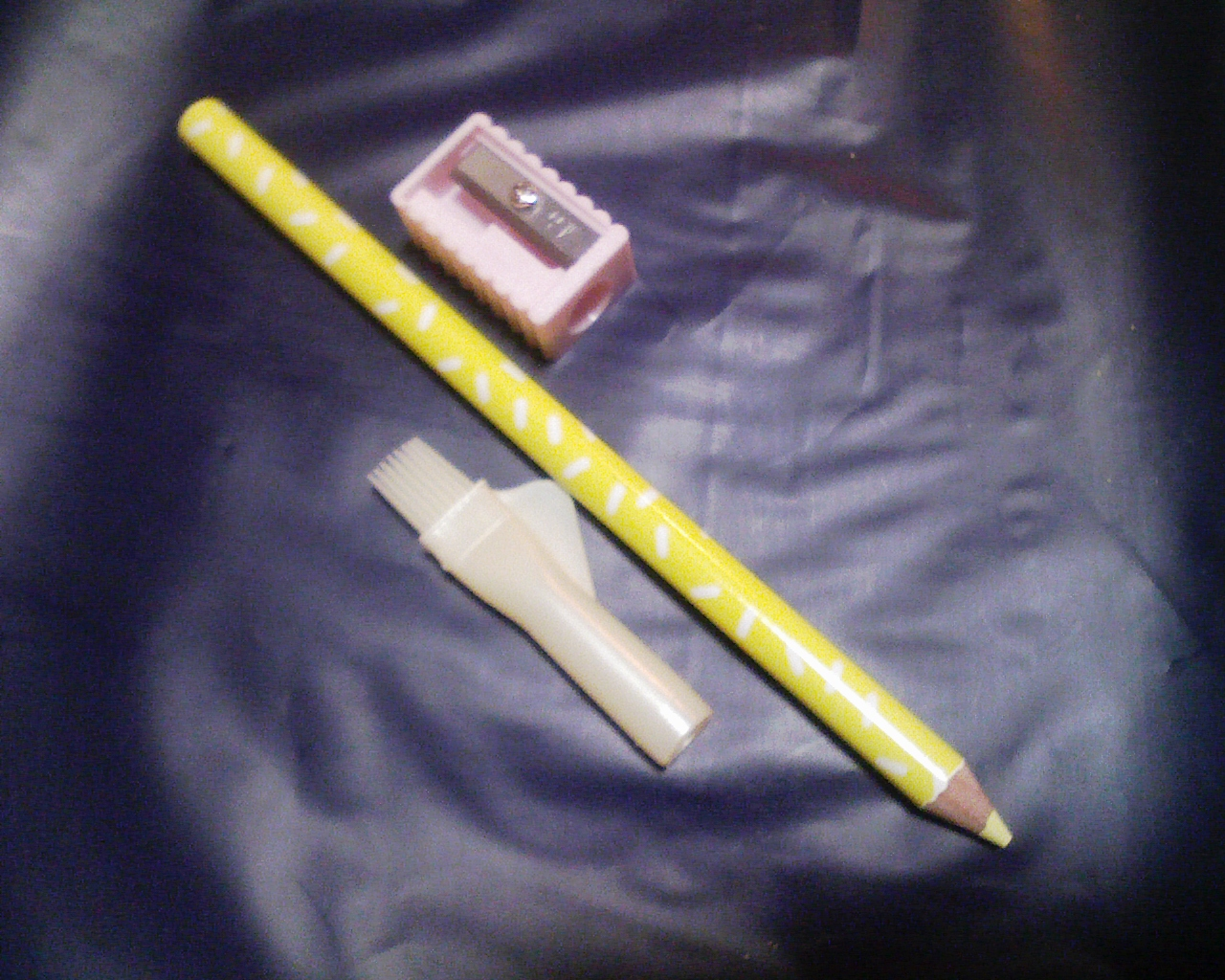
Uitwasbaar potlood met puntenslijper. Het kapje dient ook als borsteltje.

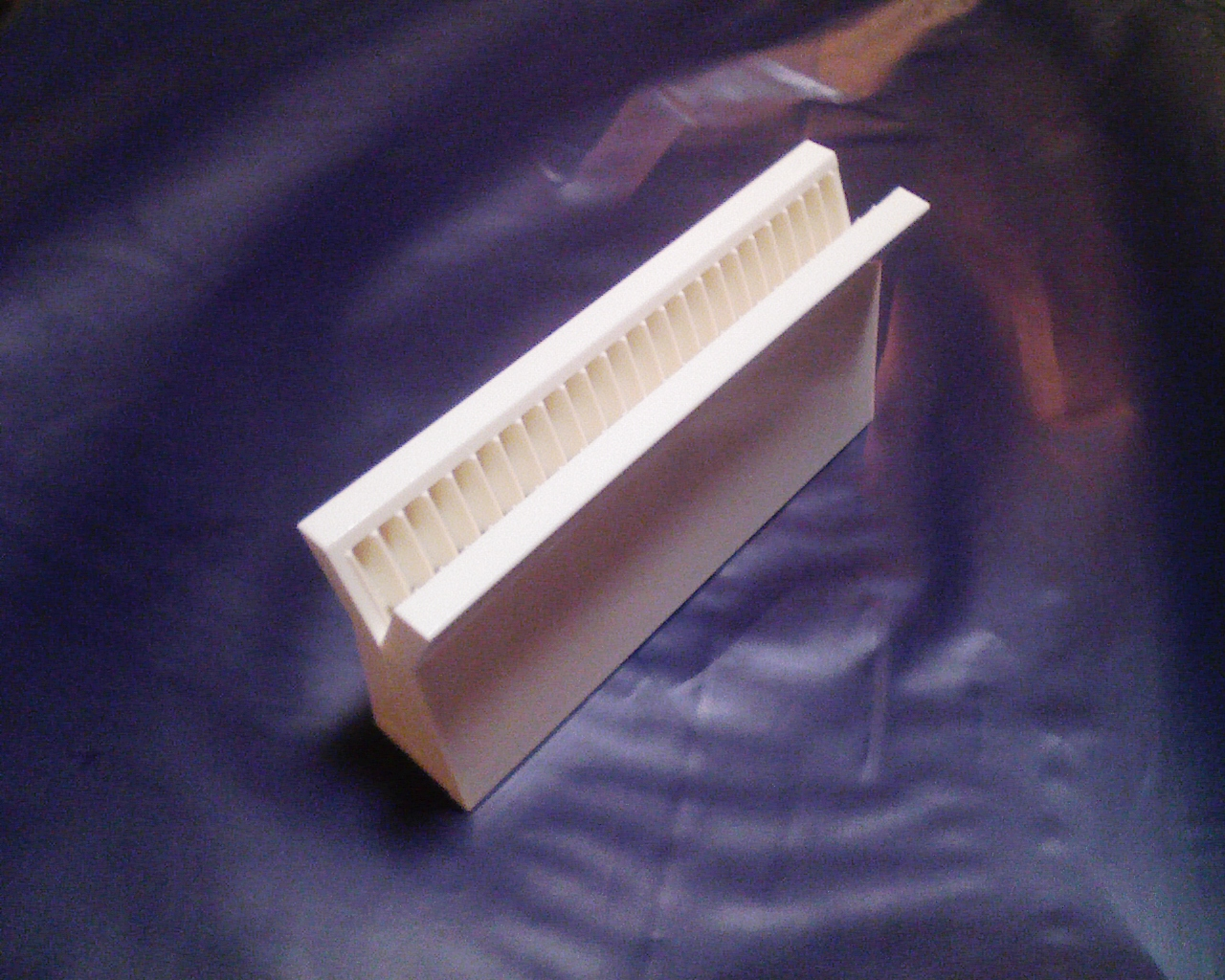
Slijper voor kleermakerskrijt

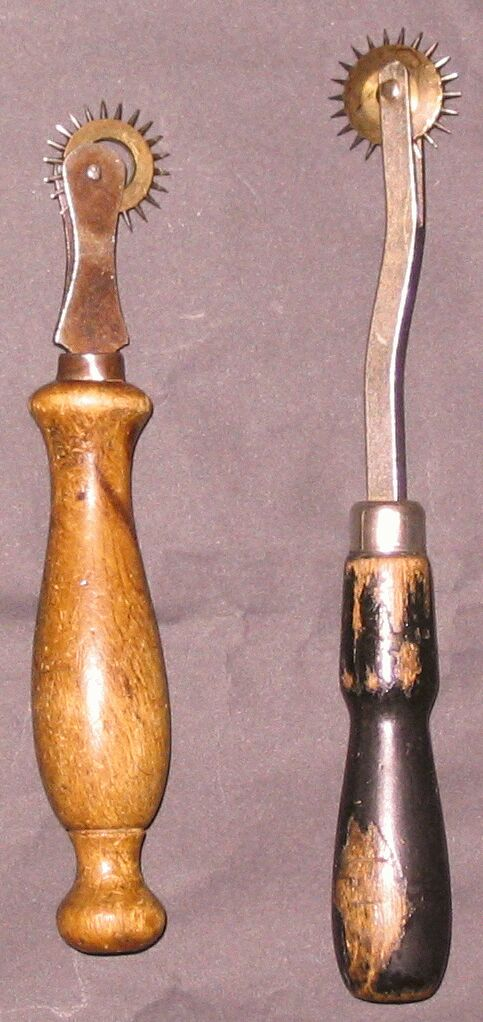
Scherpe radeerwielen voor bont

De krijtjes worden gemaakt van bindmiddel, gemalen speksteen (talk) en eventueel kleurstof. Speksteen is een zachte steensoort die gemakkelijk te bewerken is en die zeepachtig aanvoelt. Om een scherpe lijn te kunnen trekken is het krijtje toch harder dan schoolkrijt of stoepkrijt. In plaats van talk wordt ook kaoliniet (chinaklei) wel gebruikt. Verder wordt markeerkrijt op basis van wasachtige of zeepachtige stoffen aangeboden als kleermakerskrijt. Archeologen hebben 19e-eeuws krijt van pijpaarde gevonden.

## Gebruik
Kleermakerskrijt is niet schadelijk voor weefsels en stoffen. Een paar keer kloppen of wassen en de krijtstrepen zijn weg. Kleermakerskrijt werkt het best als het scherp is. Het kan geslepen worden met een speciaal soort puntenslijper of door het te schuren of met een mes af te schrapen.

### Voor- en nadelen
Kleermakerskrijt op talkbasis laat geen blijvende sporen achter en is simpel, goedkoop en veelzijdig. Anderzijds vraagt het een vaste hand en scherp oog om bijvoorbeeld de horizontale rechte lijn voor een broekzoom aan te geven. Bij het markeren voor het inkorten van broeken en lange rokken zal de klant vaak op een stoel of kruk moeten gaan staan. Fijne stoffen kunnen opstropen door het stroeve krijt. Bont kan alleen aan de achterkant, de leerzijde, goed gemarkeerd worden. Verder wordt kleermakerskrijt gemakkelijk bot, waardoor de lijn dikker en minder afgetekend is. Ook op zachte of pluizige stof is de lijn niet scherp. In heel wat gevallen zal zachte of pluizige stof gewassen moeten worden om de krijtlijn te verwijderen.

#### Mogelijke schade aan luchtwegen
Epidemiologisch onderderzoek gaf een verband aan tussen blootstelling aan talkpoeder in hoge concentratie en longkanker, maar het was niet duidelijk of dit aan de talk lag of aan sporen of vezels van andere mineralen. Daarom is onderzoek gedaan waarbij laboratoriumratten en -muizen langdurig blootgesteld werden aan talk van cosmeticakwaliteit (goed gezuiverd gehydrateerd magnesium-silicaat). In het experiment werd geen verhoogde sterfte vastgesteld, maar wel meer tumorcellen, zowel schadelijke als goedaardige. Ook hadden de proefdieren een verminderde longcapaciteit, bindweefselvorming in de luchtwegen en  ontstekingsreacties in de longen.

### Alternatieven

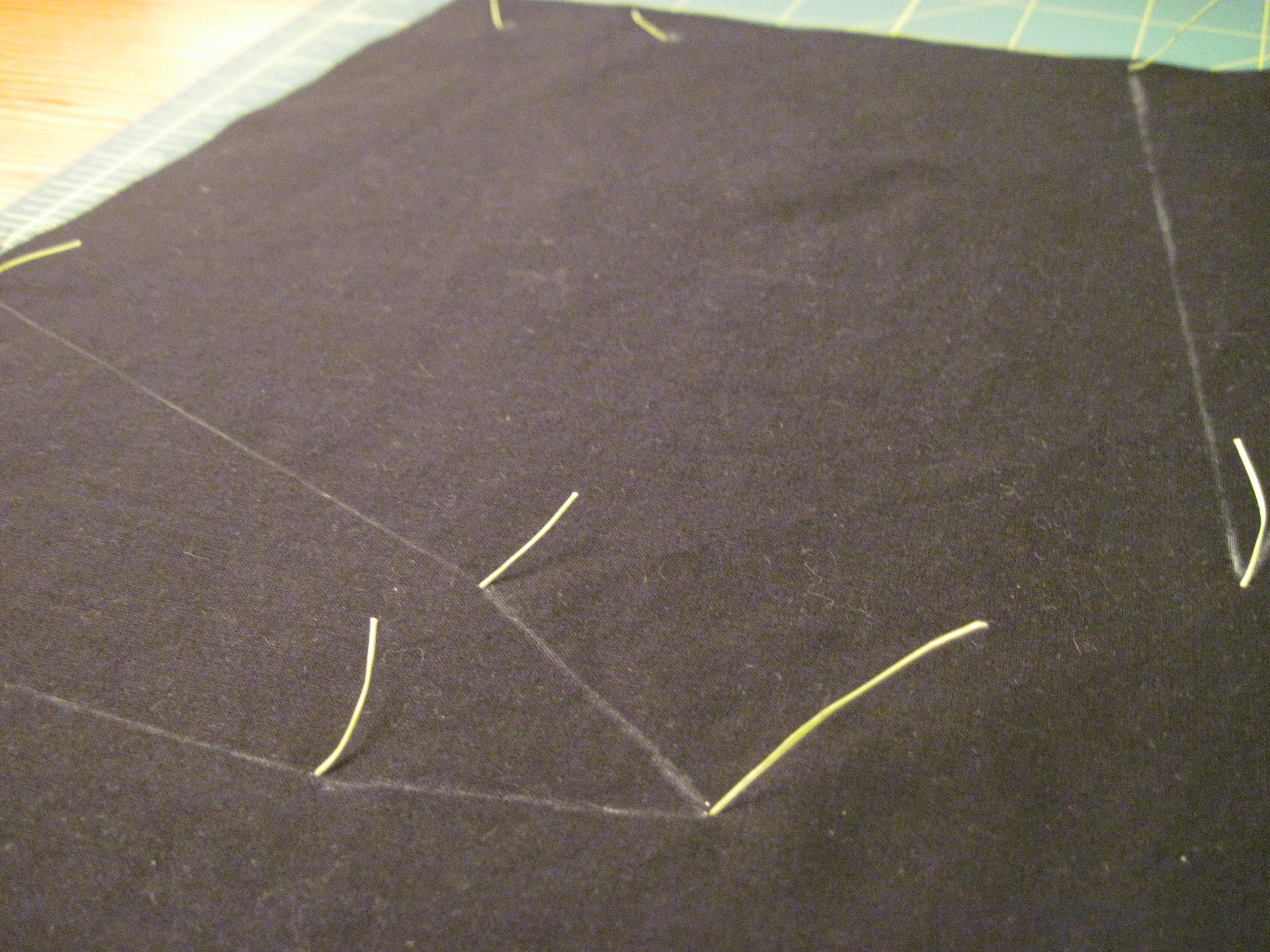
Krijtlijnen en stiksel. Het stiksel is gebruikt om de stof aan het patroon vast te zetten.

Allerlei alternatieven voor krijtjes op talkbasis haken in op de bezwaren van het krijt of dienen voor speciale toepassingen:
- Kleermakerskrijt op op basis van wasachtige of zeepachtige stoffen is minder stroef, zodat de stof niet zo gauw opstroopt bij het afkrijten. De lijn blijft langer zichtbaar en scherp. Nadeel is dat de lijn blijvend zichtbaar is op zijde, leer en sommige weefsels met polyestervezels.
- Uitwasbaar potlood is in feite kleermakerskrijt dat in een potlood gevat is. Dit is makkelijk te hanteren en geeft vaak een dunnere lijn. Het potlood kan geslepen worden in een normale puntenslijper. Vooral in de buurt van naden, zomen of andere verdikkingen is het lastiger hiermee vloeiende lijnen te trekken dan met kleermakerskrijt. Het is goed bruikbaar voor tamelijk kleine markeringen, zoals de plaats van zakken, knopen en knoopsgaten.
- Markeerpoeder, wordt gewoonlijk gebruikt met een rokkenspuit, een blaasbalg of spuit die op een standaard gemonteerd is. Deze geeft zuiver horizontale lijnen, terwijl de klant nergens op hoeft te klimmen. Het spuitmondje zit soms aan een lange arm en kan zo om de klant heen draaien.
- Krijtwieltje: een wieltje dat een spoor van poederkrijt achterlaat. Dit werkt niet op alle stoffen goed. Het poederkrijt zit in de handgreep. Het poeder is los verkrijgbaar, maar als het in een gesloten houder zit, is men voor vervanging afhankelijk is van de fabrikant. Dan is het gebruik van poeder veel duurder dan een krijtje.
- Verdwijnstift: deze geeft, afhankelijk van het type, een lijn zo dun als van een balpen. De lijn blijft twee dagen zichtbaar en verdwijnt binnen tien dagen onder invloed van licht, maar dit werkt niet op alle stoffen goed. Dan moet de stof alsnog gewassen of met een speciale eraser bewerkt worden.
- Verdwijnkrijt, gemaakt uit vluchtige stoffen die, afhankelijk van de samenstelling, na enkele dagen tot een week verdampen.
- Afspelden: dit voorkomt dat de stof verschuift of uitzakt bij het passen en meten, maar is tijdrovend.
- Rijgsteek: vastzetten met een grove steek. Dit is vooral geschikt om naden precies te markeren. Daarna worden de delen definitief aan elkaar gezet, gewoonlijk met een stiksteek.  Een grove rijgsteek wordt in het Engels tailors' tack genoemd, "kleermakerssteek". Voor delen die weer losgenomen moeten worden is er een techniek met losse lussen, een doorslagsteek.
- Radeerwieltje: te gebruiken met kleermakerscarbonpapier of speciaal traceerpapier, vooral om knippatronen over te nemen. Het wieltje drukt de kleurstof van het papier door op het textiel. Deze lijn verdwijnt soms niet helemaal. Voor dunne stof moet een wieltje met zoete (afgeronde) tanden gebruikt worden.
- Radeerwieltje met scherpe tanden en alleen een knippatroon: het wieltje drukt kleine gaatjes in de stof, volgens de patroonlijnen. Dit spaart een productiestap uit en is daardoor nauwkeurig, maar fouten zijn niet meer te herstellen. Er zijn speciale grote varianten voor het werken met bont.
- Schildersplakband wordt ook gebruikt, maar moet niet langer dan enkele dagen blijven zitten en kan op sommige stoffen lijmresten achterlaten.